# Мыслить как преступник: За границей
«Мыслить как преступник: За границей» (англ. Criminal Minds: Beyond Borders) — американский телесериал, созданный Эрикой Мессер, спин-офф успешного сериала «Мыслить как преступник», который транслировался с 2016 года на канале CBS. В нем описывается деятельность элитной команды ФБР, занимающейся расследованием преступлений за пределами США, в которые вовлечены американские граждане.
8 апреля 2015 года, в 19-й серии десятого сезона сериала «Мыслить как преступник», была представлена команда нового спин-оффа. Серия называлась «За границей». Премьера изначально была запланирована на 2 марта 2016 года, но вскоре её отодвинули на две недели вперёд — на 16 марта 2016 года. Сериал выходил по средам, сразу же после оригинального шоу «Мыслить как преступник».
16 мая 2016 года канал CBS продлил сериал на второй сезон.
14 мая 2017 года сериал был закрыт после двух сезонов.

## Сюжет
Элитная команда ФБР занимается расследованием преступлений против американцев, совершенных за пределами США. Команду возглавляет спецагент Джек Гаррет (Гэри Синиз), в работе ему помогают языковед и культуровед, старший спецагент Клара Сегер (Алана Де Ла Гарза), спецагент Мэттью «Мэтт» Симмонс (Хенни Дэниэл), судмедэксперт Мэй Джарвис (Энни Функе) и технический аналитик Расс «Монти» Монтгомери (Тайлер Джеймс Уильямс).

## В ролях
- Джек Гарретт (Гэри Синиз), специальный агент и шеф международного подразделения[6].
- Мэттью «Мэтт» Симмонс (Хенни Дэниэл), специальный оперативный агент[6].
- Расс «Монти» Монтгомери (Тайлер Джеймс Уильямс), технический аналитик[6].
- Клара Сегер (Алана Де Ла Гарза), старший специальный агент[7].
- Мэй Джарвис (Энни Функе), судмедэксперт[6].

## Производство
О предстоящей франшизе сериала «Мыслить как преступник» было объявлено в январе 2015 года. Гэри Синиз и Анна Ганн были утверждены на главные роли как Джек Гарретт и Лили Ламберт соответственно. Также были заявлены Тайлер Джеймс Уильямс и Хенни Дэниэл как Расс «Монти» Монтгомери и Мэттью «Мэтт» Симмонс.
11 мая 2015 года CBS объявил, что сериал будет транслироваться в сезоне 2015-16. Вскоре стало известно, что Анна Ганн покидает сериал. Её заменила Алана Де Ла Гарза. Также к основному составу присоединилась Энни Функе.

## Эпизоды

### Встроенный пилот
| № общий | № в сезоне | Название                       | Режиссёр     | Автор сценария | Дата премьеры | Произв. код | Зрители в США (млн) |
| --- | ---------- | ------------------------------ | ------------ | -------------- | ------------- | ----------- | ------------------- |
| 229 | 19         | «Beyond Borders» «За границей» | Гленн Кершоу | Эрика Мессер   | 8 апреля 2015 | 1019        | 10.39               |
| ОАП совместно с международным отделом ФБР отправляются на Барбадос ловить серийного убийцу, который уже несколько лет нападает на американские семьи и убивает членов семей путём удушения. |            |                                |              |                |               |             |                     |

### Сезон 1 (2016)
| № общий | № в сезоне | Название                                          | Режиссёр           | Автор сценария   | Дата премьеры  | Произв. код | Зрители в США (млн) |
| --- | ---------- | ------------------------------------------------- | ------------------ | ---------------- | -------------- | ----------- | ------------------- |
| 1 | 1          | «The Harmful One» «Нежелательный»                 | Колин Бакси        | Эрика Мессер     | 16 марта 2016  | 101         | 8.88                |
| Когда трое американцев, занимавшихся волонтёрством в Таиланде, и добирающихся до Бангкока, пропадают, международная команда ФБР при сотрудничестве с бывшим профессором колледжа Кларой Сегер, немедленно отправляется на место преступления. Они должны успеть прежде, чем надвигающийся ураган смоет все улики. Джо Мантенья в роли Дэвида Росси |            |                                                   |                    |                  |                |             |                     |
| 2 | 2          | «Harvested» «Собранные»                           | Роб Бейли          | Эрика Мередит    | 23 марта 2016  | 104         | 7.78                |
| Американский студент, отправившийся на каникулы в Мумбаи, просыпается на улице без почки, в то время как его друг исчезает. Расследуя это преступление, команда ФБР отправляется в Индию, где им предстоит найти на чёрном рынке торговцев человеческими органами.                                                                                 |            |                                                   |                    |                  |                |             |                     |
| 3 | 3          | «Denial» «Отказ»                                  | Род Холкомб        | Адам Гласс       | 30 марта 2016  | 107         | 7.07                |
| Команда отправляется в Каир (Египет), чтобы расследовать убийство бывшего американского военного и похищение его друга. Кирстен Вангснесс в роли Пенелопы Гарсиа |            |                                                   |                    |                  |                |             |                     |
| 4 | 4          | «Whispering Death» «Шепот смерти»                 | Ларри Тенг         | Адам Гласс       | 6 апреля 2016  | 110         | 7.44                |
| Команда отправляется в Токио (Япония), чтобы помочь местной полиции в расследовании цепи загадочных самоубийств, так как трое из погибших — американцы. Между тем Мэй пытается заставить Клару заново научиться наслаждаться жизнью. |            |                                                   |                    |                  |                |             |                     |
| 5 | 5          | «The Lonely Heart» «Одинокое сердце»              | Константин Макрис  | Тикона С. Джой   | 6 апреля 2016  | 108         | 6.98                |
| Международная команда ФБР едет в Париж (Франция), чтобы разыскать преступника, нападающего на американцев, живущих там. |            |                                                   |                    |                  |                |             |                     |
| 6 | 6          | «Love Interrupted» «Прерванная любовь»            | Пол А. Кауфман     | Адам Гласс       | 13 апреля 2016 | 102         | 7.91                |
| Когда американская пара, проводящая свой медовый месяц в Белизе, пропадает, международная команда ФБР отправляется туда. |            |                                                   |                    |                  |                |             |                     |
| 7 | 7          | «Citizens of the World» «Гражданин мира»          | Алек Смайт         | Мэттью Лау       | 20 апреля 2016 | 106         | 7.55                |
| В Марокко похищена пожилая пара из Айдахо, и международная команда ФБР должна спасти её, пока не окажется слишком поздно. |            |                                                   |                    |                  |                |             |                     |
| 8 | 8          | «De Los Inocentes» «Невиновный»                   | Жанно Шварц        | Кристофер Барбур | 27 апреля 2016 | 103         | 6.58                |
| Убита женщина, которая отдыхала с семьёй в Мексике, и команда отправляется туда. Главный подозреваемый — муж погибшей, который к тому же вскоре исчезает. |            |                                                   |                    |                  |                |             |                     |
| 9 | 9          | «The Matchmaker» «Сваха»                          | Мэтт Эрл Бисли     | Тим Клементе     | 4 мая 2016     | 109         | 6.82                |
| Шестнадцатилетняя девушка, никому ничего не сказав, отправляется в Турцию к своему парню, с которым вела переписку по интернету. Команда ФБР устанавливает, что с девушкой переписывался не её знакомый, а некто, кто заманивает и похищает американских девушек.                                                                                  |            |                                                   |                    |                  |                |             |                     |
| 10 | 10         | «Iqiniso» «Факт»                                  | Ларри Тенг         | Адам Гласс       | 11 мая 2016    | 111         | 6.05                |
| Команда отправляется в Йоханнесбург (ЮАР), когда становится известно, что работавший там американский студент убит, а его брат пропал. Вскоре появляются подозрения, что за этим может стоять местная банда. Между тем, Джек работает над старым делом.                                                                                            |            |                                                   |                    |                  |                |             |                     |
| 11 | 11         | «The Ballad of Nick & Kat» «Баллада о Нике и Кэт» | Джеремайа С. Чечик | Дэниэл Натансон  | 11 мая 2016    | 105         | 5.94                |
| После того, как на Кубе в разных частях острова находят убитых американцев, элитная команда ФБР отправляется туда. |            |                                                   |                    |                  |                |             |                     |
| 12 | 12         | «El Toro Bravo» «El Toro Bravo»                   | Тауния Маккирнан   | Эрика Мередит    | 25 мая 2016    | 112         | 5.74                |
| В Памплоне (Испания), на фестивале массовых забегов с быками, обнаружены уши пропавшего американского туриста. Команда подозревает, что преступление совершено по политическим мотивам. |            |                                                   |                    |                  |                |             |                     |
| 13 | 13         | «Paper Orphans» «Бумажные сироты»                 | Феликс Алкала      | Эрика Мессер     | 25 мая 2016    | 113         | 5.19                |
| У американцев, отдыхающих на Гаити, похищают дочь. Команда ФБР должна поспешить в поисках девочки, пока не оказалось слишком поздно. Также Джек и его жена Карен готовятся отправить свою дочь Джози в колледж и устраивают по этому поводу большое празднование. Шерри Стрингфилд в роли Карен Гарретт                                            |            |                                                   |                    |                  |                |             |                     |

### Сезон 2 (2017)
| № общий | № в сезоне | Название                                       | Режиссёр           | Автор сценария   | Дата премьеры  | Произв. код | Зрители в США (млн) |
| --- | ---------- | ---------------------------------------------- | ------------------ | ---------------- | -------------- | ----------- | ------------------- |
| 14 | 1          | «Lost Souls» «Потерянные души»                 | Алек Смайт         | Эрика Мессер     | 8 марта 2017   | 201         | 5.35                |
| Команда отправляется в Танзанию, где группа из 23 американцев-волонтеров исчезает из закрытого вагона поезда прямо на ходу. Один из подозреваемых утверждает, что они «совершили вознесение». |            |                                                |                    |                  |                |             |                     |
| 15 | 2          | «Il Mostro» «Эль Мостро»                       | Леон Ичасо         | Кристофер Барбур | 15 марта 2017  | 204         | 5.37                |
| Во Флоренции спустя много лет затишья продолжаются убийства влюбленных пар способом, предпочитаемым так и не пойманным ранее серийным убийцей Эль Мостро. ФБР предстоит выяснить, что же помешало его поимке при прошлом расследовании. |            |                                                |                    |                  |                |             |                     |
| 16 | 3          | «The Devil's Breath» «Дыхание Дьявола»         | Оз Скотт           | Адам Гласс       | 22 марта 2017  | 202         | 4.78                |
| Приехавший сделать предложение своей девушке-колумбийке американец найден мёртвым, местная полиция сочла смерть самоубийством. Лишь второе убийство, на этот раз канадца, заставляет их изменить свое мнение. В преступлениях каким-то образом замешана местная проститутка, и отделу предстоит узнать, в чьи мотивы может входить забота о ней.                                                                             |            |                                                |                    |                  |                |             |                     |
| 17 | 4          | «Pretty Like Me» «Красива как я»               | Грег Парандж       | Даниэль Натансон | 29 марта 2017  | 206         | 4.97                |
| В Южной Корее неизвестный одну за другой убивает блондинок-иностранок. Один из подозреваемых хорошо знаком местному представителю власти своим потребительским отношением к женщинам. Симмонс сталкивается с прошлым своей семьи. |            |                                                |                    |                  |                |             |                     |
| 18 | 5          | «Made In...» «Сделано в …»                     | Жанно Шварц        | Эрика Мередит    | 5 апреля 2017  | 205         | 4.61                |
| Два бизнесмена, приехавшие в Бангладеш для поиска деловых партнеров, были похищены во время разговора одного из них с беременной женой. Группе предстоит узнать, какое трагическое событие вынудило преступника выбрать в качестве жертв именно этих американцев. |            |                                                |                    |                  |                |             |                     |
| 19 | 6          | «Cinderella and the Dragon» «Золушка и дракон» | Диана К. Валентайн | Мэттью Лау       | 12 апреля 2017 | 203         | 5.74                |
| В аэропорту Сингапура найден труп одной из стюардесс-американок. Подразделению предстоит спасти её коллегу, подозреваемую властями в убийстве подруги, от смертной казни, и узнать, чем именно эти девушки привлекли преступника. |            |                                                |                    |                  |                |             |                     |
| 20 | 7          | «La Huesuda» «Костлявая»                       | Род Холкомб        | Адам Гласс       | 12 апреля 2017 | 207         | 4.72                |
| В Тихуане убит и ритуально подвешен молодой человек. Под подозрение попадает приехавшая с ним активистка, борющаяся с властью фармацевтических компаний. У Гарретта случается неожиданная встреча с агентом под прикрытием. Отделу нужно разобраться в причинах обращения настоящего убийцы к запрещенному в Мексике культу.                                                                                                 |            |                                                |                    |                  |                |             |                     |
| 21 | 8          | «Pankration» «Панкратион»                      | Лора Белси         | Тикона С. Джой   | 19 апреля 2017 | 208         | 4.74                |
| Группа вылетает в Афины, где по подозрению в убийстве своего племянника задержан повздоривший с ним ресторатор. Экспертам предстоит столкнуться с жестоким проявлением древнегреческого развлечения и с острым для всей Европы вопросом иммиграции. |            |                                                |                    |                  |                |             |                     |
| 22 | 9          | «Blowback» «Ответный удар»                     | Нина Лопес-Коррадо | Кристофер Барбур | 26 апреля 2017 | 209         | 4.56                |
| Все члены группы международного реагирования становятся объектами расследования совместной комиссии национальной разведки и ФБР, так как в результате их операции в Куржикистане погиб подозреваемый в убийстве двух человек. Как выяснилось, у него и Клары было совместное прошлое. Каждый член группы получает свою порцию подозрений и обвинений, и им предстоит доказать свою правоту, не покидая комнаты для допросов. |            |                                                |                    |                  |                |             |                     |
| 23 | 10         | «Type A»                                       | Кристофер Шреве    | Тим Клементе     | 3 мая 2017     | 210         | 5.00                |
| 24 | 11         | «Obey»                                         | Константин Макрис  | Даниэль Натансон | 10 мая 2017    | 211         | 4.85                |
| 25 | 12         | «Abominable»                                   | Дженнифер Линч     | Мэттью Лау       | 17 мая 2017    | 212         | 4.87                |
| 26 | 13         | «The Ripper of Riga»                           | Микаэль Саломон    | Адам Гласс       | 17 мая 2017    | 213         | 4.16                |